# 마스세키

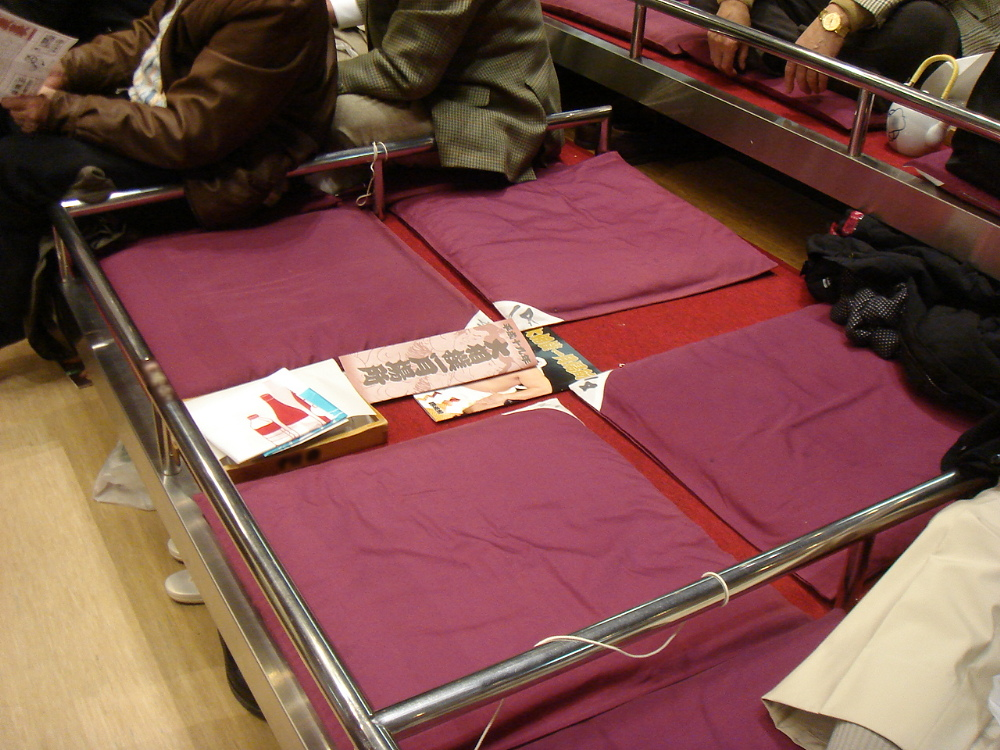
료고쿠 국기관의 마스세키

마스세키(枡席)는 일본의 전통적인 관객석이다.

## 교통
교통, 특히 철도 차량 및 선박에서 좌석 중 구획을 구분하여 그 구획에 한정된 인원의 카펫, 방석, 이불, 베개 등을 설치하여 사용하는 좌석을 의미한다.